# 庄周梦蝶

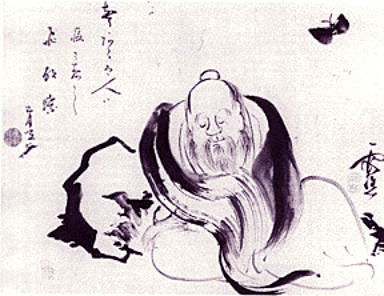
莊周梦蝶，日本画家池大雅绘

庄周梦蝶，是庄子提出的一个哲學论，认为人不可能确切的区分真实和虚幻，当一个人认为事物存在真实与虚幻的差别时，已经存在问题。提出了物化的觀點。

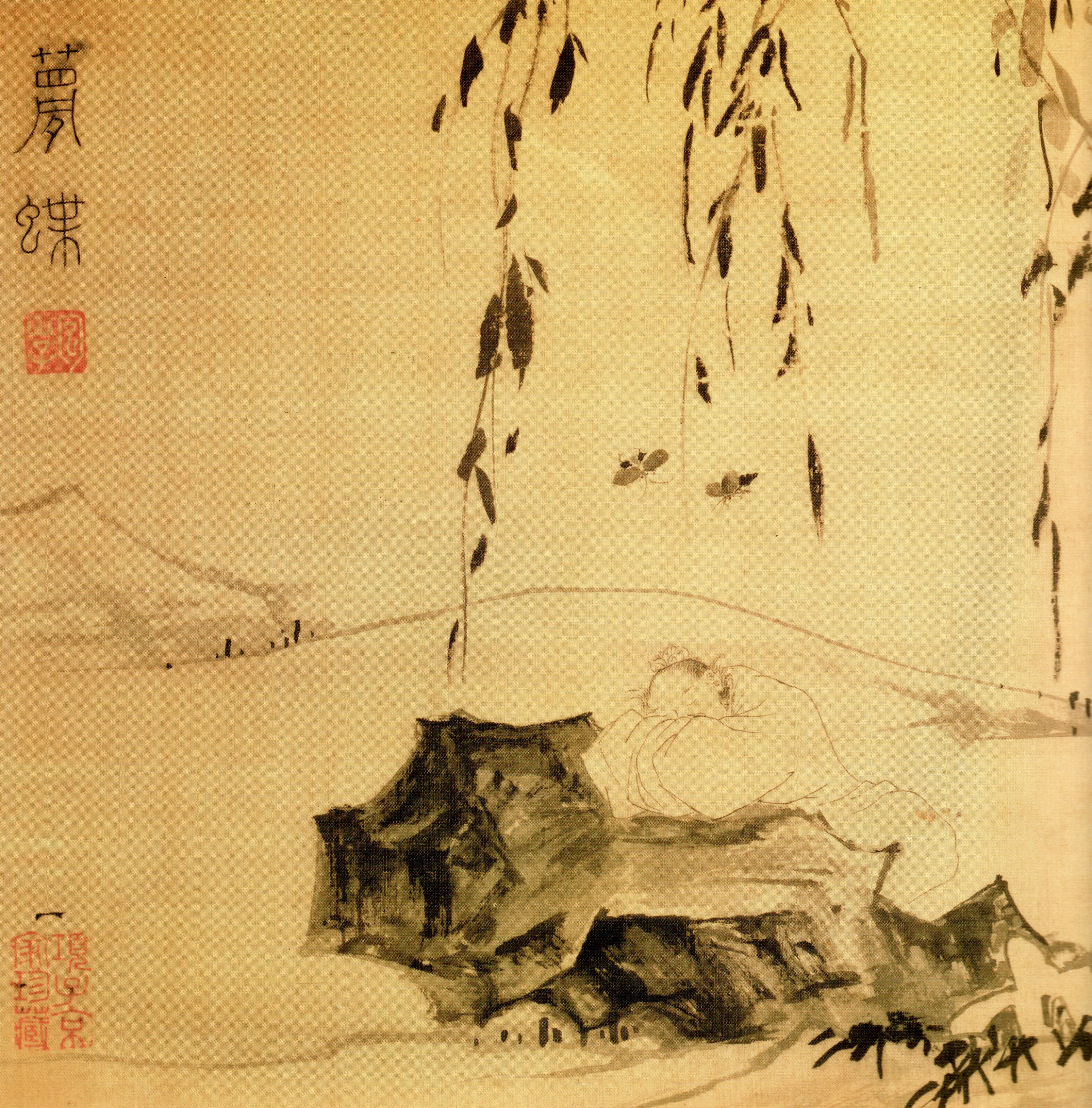
梦蝶，选自明代陆治《幽居乐事图》冊，北京故宫博物院藏

## 內容
|              | 昔者庄周梦为胡蝶，栩栩然胡蝶也。（自喻适志与！）不知周也。俄然觉，则蘧蘧然周也。不知周之梦为胡蝶与？胡蝶之梦为周与？（周与蝴蝶则必有分矣。）……此之谓物化。 |
| ——《齊物論》 | |

庄子以故事的形式对此进行了如此阐述，其大意是：庄子一天做梦，梦见自己变成了一只蝴蝶。醒來之后他发现自己还是庄子，于是他不知道自己到底是變成庄子的蝴蝶呢，还是梦中變成蝴蝶的庄子。
在这里，庄子提出一个哲学问题——人如何认识真实。如果梦足够真实，人很難知道自己是在做梦。但也可能是一次關於天人合一的清醒夢。
庄周梦蝶，人蝶合一，道在虚实之间。

## 類似概念

### 缸中之腦
缸中之腦，是有關真实与虛幻的思想實驗。

### 笛卡兒：惡魔與夢論證
1641年，笛卡尔在《第一哲學沉思集》中阐述了类似的观点，他认为人透过感官（sensation）感知世界，世界万物都是间接被感知的，因此外部世界有可能是真实的也有可能是虚假的（明显这跟庄子“齐物”还是有很大区别的）。这一论点是怀疑论的重要前提。笛卡兒試圖反駁懷疑論，替知識尋找穩固的基礎，進而提出我思故我在。

### 电影
真实与梦境，两千多年前庄子抽象的概括为“庄周与蝶，蝶与庄周”，今天我们看到的是使用具体的画面呈现出的《黑客帝国》。不可否认的是这两者都在讲述一件事情：真实与梦境。
电影《盗梦空间》表现了梦中梦的情形，影片中最多展现了四层梦境和一个潜意识边缘层。如果不能辨识自己身处梦境而把所处的梦境当成真实世界，那么他所在梦境的一生就只不过是上一层梦的一个梦而已。以这样的逻辑看来，不免让人有了庄子类似的想法，怀疑起真实世界是否那么的真实了。
电影《露西亚》在开篇直接引用了庄周梦蝶的原文，讲述了一个具有类似论点的故事。
電影《露西》在最後人腦完全開發後，露西軀殼消失，意識進入無處不在的境界，也是一個類似的想法。

## 相关
- 莊子試妻（衍生故事，中国传统戏剧对此多有演绛。）
- 莊周夢蝶 (古琴曲)
- 怀疑论
- 模拟理论
- 缸中之脑
- 五分钟假设（英语：Five minute hypothesis）